# پاولینا اشتورکووا
پاولینا اشتورکووا (چکی: Pavlína Štorková؛ ‏ ۵ نوامبر ۱۹۸۰) بازیگر اهل جمهوری چک است. وی از هنرمندان تئاتر ملی پراگ است.
از فیلم‌ها یا مجموعه‌های تلویزیونی که وی در آن‌ها نقش داشته‌است، می‌توان به ستاره چهارم، لیدیتسه و شارلاتان اشاره نمود.